# Kelthoum Arbi Aouda
Kelthoum Arbi Aouda (en arabe : كلثوم عربي عودة), née le 25 septembre 1987 est une footballeuse internationale algérienne évoluant au poste de défenseur au sein du club d'Afak Relizane.

## Carrière
Arbi Aouda a joué pour le club algérien d'Afak Relizane.
Arbi Aouda a joué pour la sélection algérienne lors de la Coupe arabe féminine de football 2021.

## Vie privée
Arbi Aouda est musulmane et porte un hijab durant les matchs internationaux,.